# Ophryops aegrotus
Ophryops aegrotus là một loài bọ cánh cứng trong họ Cerambycidae.